# La Ruta del Che - No mirar
La Ruta del Che (No mirar) es el quinto disco del grupo español Boikot. También es el inicio de la trilogía de discos de "La Ruta del Che", de estilo punk-rock. Fue lanzado a la venta en el año 1997.

## Lista de canciones
1. Sacrifícame
2. Nos Quieren Detener
3. El Poder del Hambre
4. Llorarás
5. X4 Duros
6. Hoy les Respondemos (Distorsión)
7. Yo no Estuve Allí
8. Pueblos

## Formación
- Alberto Pla: Guitarra y coros
- Juan "Grass": Batería
- Juan Carlos Cabano: Voz y bajo
- Kosta: Guitarra y coros

- Datos: Q5547933